# Sergio Vyent
Sergio Gilberto Vyent (Amsterdam, 6 juli 1970) is een Nederlands televisiepersoonlijkheid.

## Levensloop
Vyent groeide op in een pleeggezin. Hij studeerde aan de sportacademie en rondde de studie pedagogiek af. In 1988 werd Vyent op zeventienjarige leeftijd Nederlands jeugdkampioen verspringen. Na zijn studententijd werkte hij fulltime in de horeca.
Hij kreeg in 2017 in Nederland bekendheid als gastheer van de Nederlandse versie van het televisieprogramma First Dates en First Dates Hotel.
Het theaterprogramma Sinatra - Under His Skin ging in 11 november 2021 in de Schouwburg in Amstelveen in première, waarin Vyent samen met Jim Bakkum een ode brengt aan Frank Sinatra. Omdat het theaterprogramma gelijktijdig plaats zou vinden met de opnames van het tiende seizoen van First Dates stopte hij in 2021 bij het tv-programma.
Vyent was als barman te zien in The Passion 2022. Ook deed hij in 2022 mee aan het televisieprogramma Oh, wat een jaar!. In 2024 deed hij mee aan het televisieprogramma Waku Waku. In datzelfde jaar deed Vyent mee aan het televisieprogramma De Alleskunner VIPS Kerstspecial, waar hij op de tweede plaats eindigde.